# Szczelina w Kudłoniu
Szczelina w Kudłoniu – jaskinia w Gorcach, na północnym zboczu Kudłonia, w Gorczańskim Parku Narodowym, we wsi Lubomierz, w województwie małopolskim, w powiecie limanowskim, w gminie Mszana Dolna.

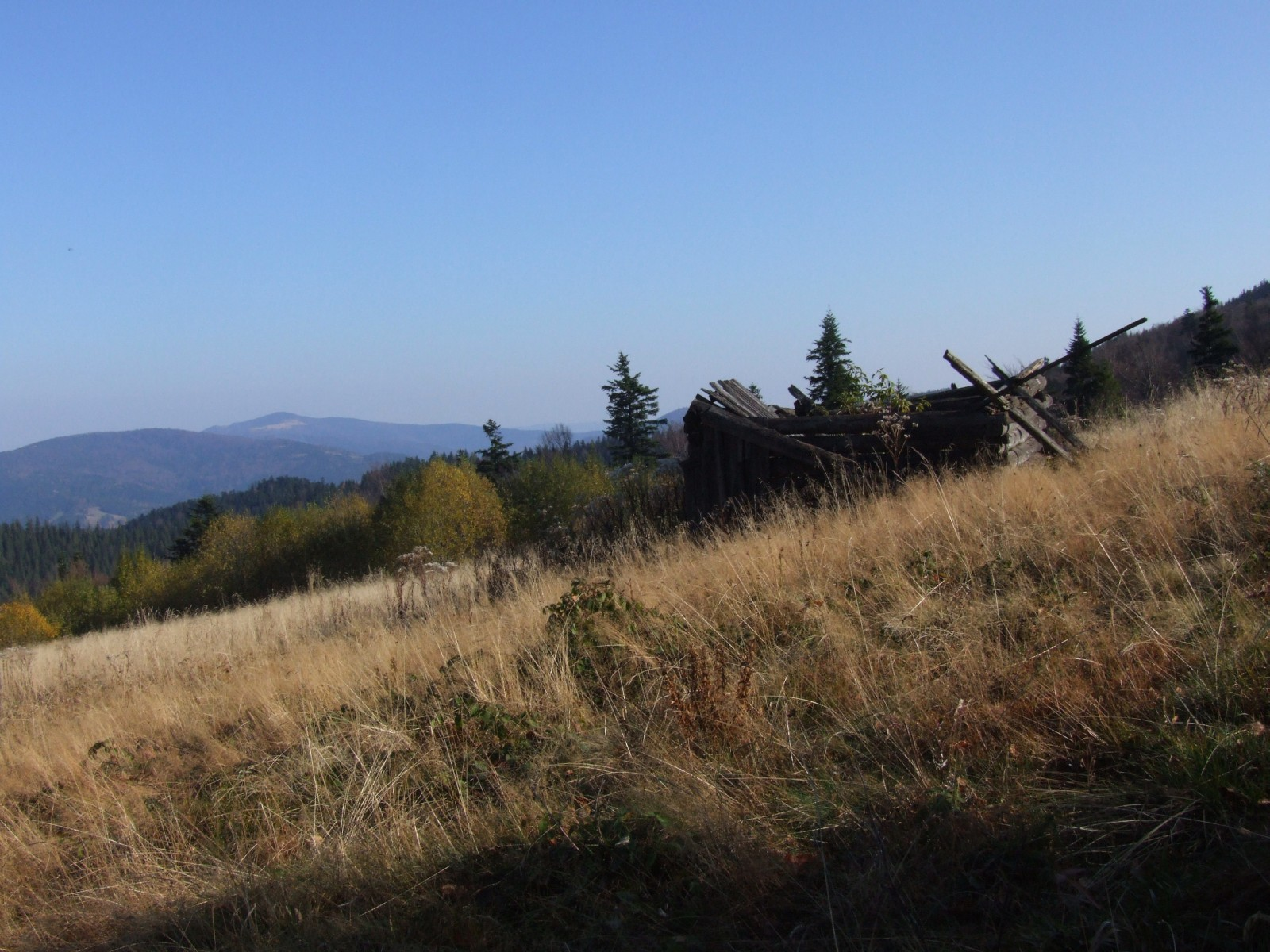
Polana Kopa

## Opis jaskini
Jaskinia ma trzy otwory wejściowe znajdujące się na wysokości 1100 m n.p.m., w pobliżu polany Kopa. Długość jaskini wynosi 10 metrów, a jej deniwelacja 5,5 metrów.
Jaskinią jest szczelinowy, wysoki i wąski korytarz przebijający skałę na wylot. Zaczyna się w dwóch położonych obok siebie niewielkich otworach wejściowym, idzie do góry, a następnie w dół, pod koniec rozszerza się i za małym progiem dochodzi do trzeciego otworu.
Flory i fauny nie badano.
Jaskinia była prawdopodobnie znana od dawna. Pierwszą wzmiankę o niej opublikował J. Nyka w 1959 roku.